# Oecetis stepheni
Oecetis stepheni är en nattsländeart som beskrevs av Randriamasimanana och Francois-Marie Gibon 1999. Oecetis stepheni ingår i släktet Oecetis och familjen långhornssländor. Inga underarter finns listade i Catalogue of Life.